# 馮雲山
馮 雲山（ふう うんざん、Féng Yúnshān、1815年頃 - 1852年6月3日）は、太平天国の指導者の一人。天王洪秀全から南王に封ぜられ、七千歳と称した。

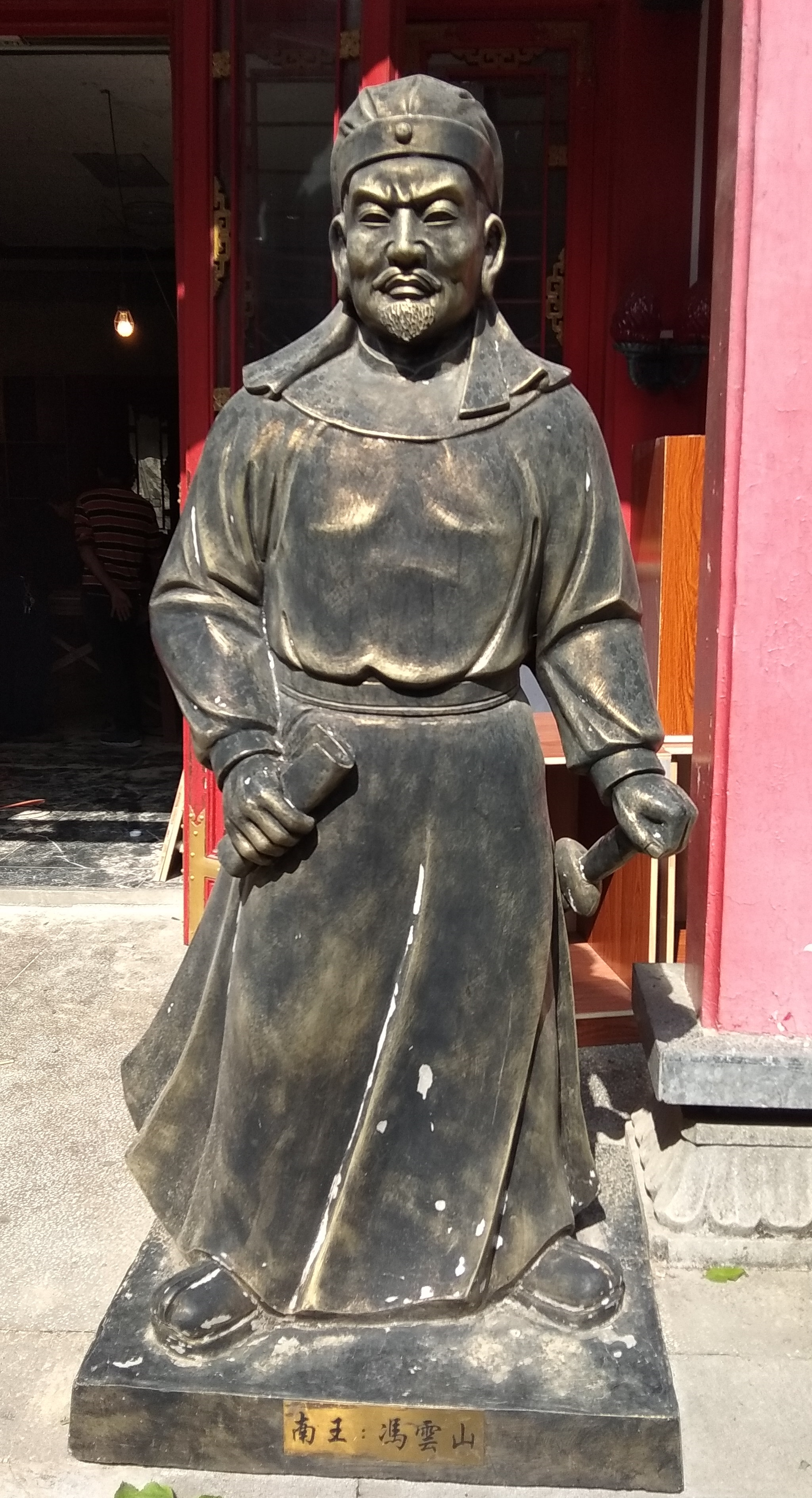
馮雲山の銅像

## 人物
広東省広州府花県禾落地村出身。客家の小地主であった。最も早い洪秀全の支持者で、拝上帝会の創始者のひとりである。1844年から洪秀全とともに広西省で布教活動を始めた。洪秀全が広東省に戻った後も、広西省に残り、紫荊・金田一帯で布教を続けた。楊秀清・蕭朝貴・韋昌輝・石達開・秦日綱らが入会し、1847年、洪秀全が再び広西省に到着した時には、拝上帝会の規模は大きなものとなっていた。
1848年に清の官憲に逮捕されるが、拝上帝会の信者が賄賂を渡すことで釈放された。その後も拝上帝会は発展を続け、1851年、金田蜂起の後、馮雲山は後軍主将・南王に封ぜられた。太平天国の初期の官制・軍制・暦法は馮雲山が定めたという。
1852年5月、全州攻略中に清軍の砲弾に当たって重傷を負い、全州が陥落した後の6月10日に死亡した。